# 仙台市立金剛沢小学校

## 概要
仙台市立金剛沢小学校（せんだいしりつ こんごうさわしょうがっこう）は、宮城県仙台市太白区金剛沢一丁目にある公立小学校。

## 沿革
- 1974年（昭和49年）4月 - 西多賀小学校より分離開校
- 1977年（昭和52年）4月 - 八木山南小学校が分離開校
- 1979年（昭和54年）4月 - 芦口小学校が分離開校

## 学校教育目標

### 目指す児童像
- 思いやりのある子
- 元気で頑張る子
- 進んで学ぶ子

### 経営の信条
- 「気力に満ちたさわやかな校風」
- 「児童理解に基づく教育指導」
- 「教育目標の具現化のために｣

## 主な行事
入学式、始業式、修了式、卒業式、(各休み前・後)朝会、校外学習、修学旅行、運動会、学習発表会、出前授業　など

### 児童活動によって加えられた行事
あいさつ運動、あいさつデー、6年生を送る会、一年生を迎える会、3分間走、代表委員会、おもしろ祭り(現在は、感染症対策のため中止)、大縄大会、図書まつり、三校リーダーミーティング　など

## 主な歴史
昭和49年：西多賀小学校よりわかれて開校。校章制定、プール完成
’’50年：校旗・校歌制定。体育館落成
’’54年：文部省(現：文科省)より音楽科教育課程研究指定
平成4年：帰国子女教育研究協力校指定
’’6年：プール全面改修工事
’’7年：市教育課程体育科指定
’’12年：校舎耐震工事
”18年：正門・西通用門新設。体育館耐震工事
’’21：プール部分改修
’’26年：防災対応型太陽光発電システム設置

## 学区
大谷地、金剛沢1丁目・2丁目と3丁目の一部、西多賀3丁目・4丁目の一部、西の平1丁目・2丁目の一部、三神峯1丁目の一部と2丁目、八木山東2丁目の一部

## 卒業後の進路
- 仙台市立西多賀中学校（一部は仙台市立八木山中学校）へ進学する
- 上記の学校でなくても、中学受験が可能であるため他の国・県・市・私立の中学校へ進学が可能である。

## 所在地・アクセス
宮城県仙台市太白区金剛沢1-1-1　宮城交通/西の平一丁目・金剛沢小学校前バス停から徒歩約2分の距離にある。